# Trente Tableaux
Pour plus de détails, voir Fiche technique et Distribution.
Trente Tableaux est un documentaire autobiographique québécois, produit et réalisé par Paule Baillargeon, sorti en 2011.

## Synopsis
L’actrice et réalisatrice Paule Baillargeon retourne au pays de son enfance : l'Abitibi-Témiscamingue. Sur la route de Montréal à Val-d'Or, des instants qui ont marqué son existence resurgissent dans sa mémoire. À travers cet autoportrait hybride, Baillargeon raconte le parcours d’une femme, d'une féministe, d'une mère, d'une artiste.

## Fiche technique
Sauf indication contraire, les informations mentionnées dans cette section peuvent être confirmées par la base de données cinématographiques IMDb,  présente dans la section « Liens externes ».
- Réalisation : Paule Baillargeon
- Production : Colette Loumède
- Scénario : Paule Baillargeon
- Montage : Michel Giroux
- Musique : Blanche Baillargeon